# 에드워드 오헤어

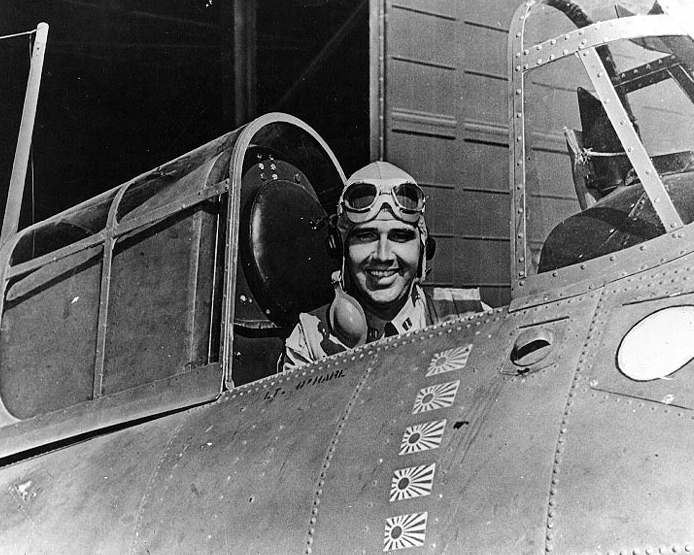
1942년경 그러먼 F4F 와일드캣에 탑승 중인 오헤어. 이 사진은 고양이 펠릭스가 그려진 비행대대 휘장이 검열된 모습이다.

에드워드 헨리 "부치" 오헤어(Edward Henry "Butch" O'Hare), 1914년 3월 13일 ~ 1943년 11월 26일)는 전 미국 해군의 전투 조종사로 남다른 체격으로 부치라는 별명으로 불렸다.

## 생애
1914년 3월 13일 미국 미주리주 세인트루이스에서 부친이자 변호사인 조지프 오헤어와 모친 셀마 오헤어 사이에서 장남으로 태어나 1937년 6월 3일 애너폴리스 졸업 후 미국 해군 소위로 입대하여 해군 전함 USS 뉴멕시코에서의 함선 근무로 군 생활을 시작한 뒤 1939년 해군 비행사 훈련에 지원했다.
같은 해 11월 아버지 조지프가 알 카포네가 보낸 살인청부업자에 의해 살해되었다는 소식을 듣고 슬픔에 잠긴 상태에서 아버지의 장례를 마친 오헤어 소령은 이듬해인 1940년 5월 2일 모든 비행 훈련을 마치고 USS 사라토가 소속의 VF-3 비행대에 배치되며 함상전투기인 브루스터 F2A 버펄로에 탑승했다.
이후 1942년 2월 20일 자신의 기체로 다가오는 9대의 중폭격기를 혼자서 물리치면서 해군 역사상 최초의 에이스가 되었고 같은 해 4월 21일에는 제2차 세계 대전 당시 해군 역사상 최초로 프랭클린 루즈벨트 대통령으로부터 명예 훈장을 받으며 미 해군의 영웅으로 칭송받았다.
그러나 이듬해인 1943년 11월 26일 길버트 제도에서 야간 초계 임무를 수행하던 도중 갑자기 실종되는 사건이 발생한 뒤 미 해군이 부근 해역에서 대규모 수색 및 구조 작업을 벌였지만 오헤어 소령이 탄 F6F 헬캣 전투기의 파편, 낙하산, 구명정 같은 어떤 잔해나 흔적을 끝끝내 발견하지 못했고 어벤저의 후방 사수인 앨빈 커넌 하사의 오인 사격으로 격추되었는지 일본군 폭격기에 의해 격추되었는지는 현재까지도 밝혀지지 않은 채 미스터리로 남아 있다.

## 기념 사업
그가 실종된지 약 2년 후인 1945년 6월 22일 미 해군의 영웅인 오헤어 소령을 기리기 위해 기어링급 구축함인 USS 오헤어함이 새롭게 건조되었고 이 배의 진수식에 모친인 셀마 오헤어가 참석했다.
그리고 4년 후인 1949년 9월 19일 또 한번 오헤어를 기리기 위해 1944년 개항한 일리노이주 시카고의 오처드 디폿 국제공항을 오헤어 국제공항으로 명칭을 변경한 뒤 현재까지도 운영되고 있다.